# Léonie-Claire Breinersdorfer
Léonie-Claire Breinersdorfer (* 21. Mai 1976 in Stuttgart) ist eine deutsche Drehbuchautorin und Rechtsanwältin.

## Leben
Breinersdorfer ist die Tochter der Anwältin Regine Breinersdorfer und des Drehbuchautors und Anwalts Fred Breinersdorfer. In Stuttgart aufgewachsen, legte sie ihr Abitur an der dortigen Merz-Schule ab. Nach einem Studium der Rechtswissenschaften in Tübingen, Referendariat in Wuppertal und der Zweiten Juristischen Staatsprüfung in Düsseldorf, absolvierte sie die deutsch-französische Masterclass an der Filmakademie Baden-Württemberg in Ludwigsburg und in Paris. Sie lebt in Stuttgart.

## Werk
Breinersdorfer konzipierte mit ihrem Vater die Serie Tatort des Saarländischen Rundfunks neu mit Maximilian Brückner als Kommissar Franz Kappl und Gregor Weber als Deininger und schrieb mit ihm die Drehbücher zu den Tatort–Folgen Aus der Traum und Der Tote vom Straßenrand. Léonie-Claire Breinersdorfer ist Co-Autorin des Kriminalromans Das Hurenspiel. 2009 erhielt ihr Fernsehfilm Der verlorene Sohn mit Katja Flint und Kostja Ullmann auf dem Münchner Filmfest den Bernd Burgemeister Fernsehpreis. 2010 verfilmte Peter Keglevic ihren Zweiteiler Der Chinese nach dem gleichnamigen Roman von Henning Mankell mit Suzanne von Borsody in der Hauptrolle. Seit 2009 entwickelte sie den Kinofilm Elser – Er hätte die Welt verändert zusammen mit Oliver Schündler, Boris Ausserer und ihrem Vater, mit dem sie auch das Drehbuch schrieb. Der von Oliver Hirschbiegel inszenierte Film erhielt – schon vor seiner Uraufführung außer Konkurrenz im Wettbewerb der Berlinale 2015 – den Produzentenpreis beim Bayerischen Filmpreis. Das Drehbuch zum Film (englischer Titel "13 Minutes") wurde 2017 in den Bestand der renommierten Margaret Herrick Library in Los Angeles aufgenommen, die seit 1928 für die Academy of Motion Picture Arts and Sciences wichtige Dokumente der Filmgeschichte sammelt und ausstellt. Breinersdorfer schrieb 2019 das Drehbuch zu der ZDF/ARTE-Koproduktion Unterm Birnbaum, eine Verfilmung der gleichnamigen Novelle von Theodor Fontane, deren Handlung im Film in die heutige Zeit verlegt und zum 200. Geburtstag Fontanes ausgestrahlt wurde. Die letzte Folge der seit 40 Jahren laufenden Vorabendserie SOKO München mit dem Titel Countdown wurde nach dem Drehbuch von Breinersdorfer gedreht und im Dezember 2020 gesendet. Das ZDF sendete die Episode erstmals auf der Primetime und im 90-Minuten-Format.

## Buch
- Fred & Léonie-Claire Breinersdorfer: Das Hurenspiel – Ein Fall für Abel, Pendragon Verlag, 2006, ISBN 3-86532-043-0

## Filmografie, Auswahl
- 2006: Tatort – Aus der Traum
- 2007: Tatort – Der Tote vom Straßenrand
- 2009: Der verlorene Sohn
- 2010: Der Chinese (nach dem Roman von Henning Mankell)
- 2010: SOKO Stuttgart – Killesberg Baby
- 2012: Tatort – Ein neues Leben
- 2013: SOKO Stuttgart – Die Cremeprinzessin
- 2015: Elser – Er hätte die Welt verändert, Kinofilm
- 2016: Die Glasbläserin
- 2019: Unterm Birnbaum
- 2020: SOKO München – Countdown
- 2025: Der Barcelona-Krimi (Filmreihe, Episode Brennendes Land)